# Martinus Lydius (overleden 1601)
Martinus Lydius (Lübeck, ca. 1539 – Franeker, 27 juni 1601) was een theoloog en predikant.

## Biografie
Rond 1539 werd Martinus Lydius geboren in Lübeck. Zijn ouders kwamen uit Deventer. In 1531 waren ze onder de prediking van Johannes Bugenhagen Luthers geworden. Toen het Lutheranisme in 1535 verboden werd in Deventer vluchtte het gezin naar Lübeck. In 1560 ging Lydius theologie studeren in Tübingen, waar hij door Andreae in de Lutherse leer werd onderwezen. In 1564 maakte hij kennis met Theodorus Beza in Genève. Die introduceerde hem bij Johannes Calvijn, die op dat moment op zijn ziekbed lag. In 1565 ging hij in Heidelberg studeren en ontmoette daar Zacharias Ursinus. Ook correspondeerde hij met de Zwitserse theoloog  Heinrich Bullinger. Hij nam het gereformeerde geloof aan. Rond 1567 werd hij praeceptor op het Collegium Sapientiae te Heidelberg. Toen de gereformeerde vorst Frederik III werd opgevolgd door de Lutherse Frederik VI moest hij die functie neerleggen. 
In 1579 werd hij beroepen te Amsterdam. In mei dat jaar werd hij bevestigd als derde predikant naast Petrus Hardenberg en Johannes Cuchlinus. In 1582 was hij de president van de provinciale synode te Haarlem, waar besloten werd Caspar Coolhaas te excommuniceren. In 1585 werd Lydius benoemd tot hoogleraar te Franeker. Hij heeft vooral veel exegetisch werk gedaan, waarvan hij veel niet gepubliceerd heeft. Tijdgenoten noemen hem een vredelievend man, die veel werk verzette om kerkelijke geschillen te beslechten. 
Lydius had briefwisselingen met bekende tijdgenoten zoals de theologe Beza, Ursinus, Paraeus en Arminius en de classici Lipsius en Scaliger. Op 27 juni 1601 overleed hij te Franeker.

### Gezinsleven
Lydius is tweemaal getrouwd geweest. De namen van zijn vrouwen zijn niet overgeleverd. Zijn zoons Balthasar en Johannes werden net als hij predikant. 
- Biografisch Portaal: 08793236
- Gemeinsame Normdatei: 117332747
- International Standard Name Identifier: 0000 0000 1349 5445
- Nederlandse Thesaurus van Auteursnamen: 067885276
- Virtual International Authority File: 20454899
- WorldCat: E39PBJcgvB7cPB9kmDTWkck7HC